# Кирик Новгородец
Ки́рик Новгоро́дец (1110 — после 1158 (?)) — древнерусский (новгородский) книжник, мыслитель и, возможно, летописец, диакон (позднее — иеромонах, в схиме получил имя Кирилл) и доместик Антониева монастыря в Новгороде, автор «Учения о числах» (1136) и «Вопрошания Кирикова» (40—50-е годы XII века). Первый русский математик, известный по имени.

## Биография
Согласно автобиографической приписке к «Учению о числах» на момент завершения труда в 1136 году автору было 26 лет: «Рождения моего до сюда бяше лет 26, а месяцев 312, а недель 1300, а дней 9500, без три дни…».
Там же сообщается, что автор являлся монахом Антониева монастыря в Новгороде, где совмещал обязанности дьякона и доместика (то есть руководителя церковного хора при монастырской церкви Рождества Богородицы): «калугер Антонов Кирик, диакон, доместик церкви святыа Богородица».
Сумма заключённых в «Учении о числах» астрономических, математических и календарных знаний, с учётом профессиональных занятий Кирика церковными песнопениями, представляет классический квадривиум, который в средневековье соответствовал высшей образовательной подготовке. Кирик получил подготовку в стенах Антониева монастыря, основанного в 1106 году Антонием, «уроженцем Рима» (ум. 1147), которого историки относят к числу ирландских монахов, рассеянных по Европе.
Из «Вопрошания» известно, что к середине XII века Кирик стал иеромонахом и занимал при главе Новгородской республики архиепископе Нифонте сравнительно высокое положение. Об этом свидетельствует то, что во время посещения Нифонтом Киева в 1147 или 1149 году (или дважды, в оба года) Кирик находился в его свите, встречался и беседовал с главой Русской церкви митрополитом Климентом Смолятичем; содержание беседы он отразил в «Вопрошании». О высоком духовном положении Кирика также свидетельствует то, что он исповедовал не только мирян и монахов, но и священников. О том же говорит факт обсуждения Кириком наедине с Нифонтом острых богословских вопросов еретического характера, чем приводил иерарха в замешательство и даже ярость.
В «Вопрошании» есть место, где Кирик обращается за советом к Нифонту, когда ему принять схиму — сейчас или в старости, склоняясь к первому варианту по причине слабого здоровья: «…но ли боуду лоучии тъгда; но хоуд иесмь и болен». В тот момент Нифонт не дал Кирику благословения на схиму. Толчком к реализации мысли о схиме для Кирика могла быть смерть Нифонта, последовавшая в 1156 году. О произошедшем затем принятии Кириком схимы может свидетельствовать его новое имя Кирилл, под которым он стал известен позже.
Предполагается, что в 50-х годах XII века Кирик был ещё жив. Возможно, до 1156 года он вёл Новгородскую владычную (архиепископскую) летопись, а в 1156—1158 годах написал часть «Вопрошания».
В разных списках имя автора имеет варианты: Кирик, Кюрик, Кюрьяк, Кириак. Исследователи его биографии склоняются к мысли, что он дважды менял имя: при рождении он был назван Константином, в монашестве — Кириком, а в схиме — Кириллом.

## Сочинения
- «Кириково учение, имже ведати человеку числа всех лет» — астрономический трактат, посвящённый вычислениям пасхалий, счёту дней от сотворения мира и т. п. средствами средневековой математики.
- «Впрашание Кюриково еже впроша епископа ноугородского Нифонта и инех» — было широко известно, служило практическим руководством для священников при отправлении ими духовных обязанностей.

Некоторые исследователи предполагали, что «Учение» и «Вопрошание» составлены разными авторами, но это не признано большинством учёных.

### «Учение о числах»

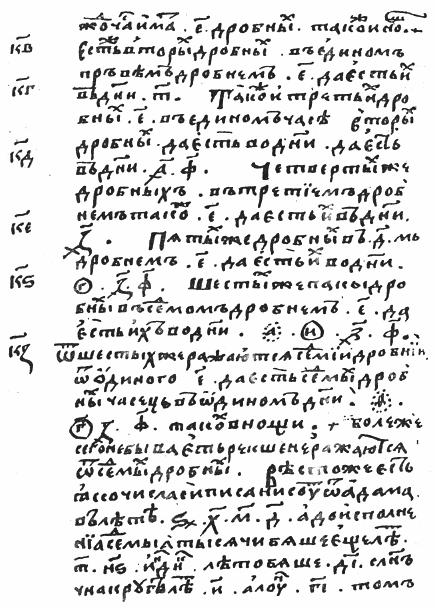
Кирик Новгородец. «Наставление, как человеку познать счисление лет». Рукопись. Лист 345 оборот.

Представляет собой небольшой трактат об исчислении времени, древнейшее сохранившееся русское сочинение по математике, хронологии и пасхалистике. Рассматривается в качестве первой русской оригинальной статьи о календаре, в которой приведены система пасхального вычисления и теоретические основы календарного счёта. Оригинальное название этого произведения: «Кирика диакона и доместика новгородского Антоньева монастыря учение им же ведати человеку числа всех лет». В тексте «Учения» говорится, что оно написано в Новгороде в 1136 году, между 19 июля (вокняжение Святослава Ольговича) и 1 сентября (наступление 15-го индикта). В арифметических расчётах фигурируют числа до десятков миллионов.
В списках имеется нумерация, разбивающая текст на 27 небольших разделов. В разделах 1—5 названо число лет, месяцев, недель и дневных часов, прошедших от сотворения мира до 6644 (1136) года, а также изложена методика подсчётов. Разделы 6—15 содержат учение об индикте, круге солнца, круге луны, «веках» (тысячелетиях), «поновлениях» неба, земли, моря и воды (40-, 60-, 70- и 80-летних циклах), високосных годах, «большом круге» (532 года). В разделах 16—19 снова говорится о числе месяцев (календарных и лунных), недель, дней и часов в году. В разделах 21—27 сказано о «дробных часах» — час делится на 5 «дробных часов», те на 5 «вторых дробных часов» и т. д., вплоть до «седьмых», что, как считается, связано с описанием музыкальных интервалов. Далее приведены дата написания «Учения» (год, индикт, круг солнца и луны), пасхальные расчеты для 6644 (1136) года, краткие сведения об авторе и упоминание, что в период написания сочиения в Византии правил император Иоанн II Комнин, в Новгороде — князь Святослав Ольгович с указанием возраста последнего и архиепископ Нифонт. Текст завершается подсчётом числа лет, месяцев, дней и часов, прошедших с момента рождения Кирика.
В основу «Учения» была положена византийская традиция пасхалистики. Столь же ранние образцы древнерусских пасхалий не известны. Кроме того, в тексте обнаруживается влияние античного наследия, возможно пифагорейской шолы о круговом движении времени. Эти космологические представления были опосредованы христианскими текстами. Кирик мог их почерпнуть, предположительно, из несохранившихся переводных космографических сочинений. В сочинении также имеются свидетельства влияния произведений византийских хронистов. М. Ф. Мурьянов отмечал, что деление часа на 5 частей имеется в трудах английских книжников — Беды Достопочтенного, Симеона Даремского, и Гонория Августодунского. Прослеживается влияние семитысячников, ранних славянских памятников, расписывавщих число месяцев, недель и т. д. в 7000 лет. К этим источникам восходят также утверждения «Учения» о циклических обновлениях стихий. Предполагается, что свои сложные арифметические расчеты автор производил при помощи абака.

### «Вопрошание Кириково»
Представляет собой каноническое сочинение в вопросно-ответной форме. Написано в 40—50-е годы XII века. Текст также называют «Вопрошание Кирика». Оригинальное название: «Се иесть въпрошние Кюриково, иеже въпроша иепископа ноугородьского Нифонта и инехъ», «Вопрошание Кириково архиепископу Нифонту». «Вопрошание» известно в трех редакциях, в большом числе списков XIII—XVII веков. По композиции этот текст — длинный список вопросов Кирика, которые тот обсуждал с архиепископом Новгородским Нифонтом, митрополитом Киевским и всея Руси Климентом Смолятичем и другими лицами. Памятник посвящён вопросам догматически-канонического характера, которые, как предполагается, обсуждались в среде духовенства и прихожан средневекового Новгорода. По жанровой принадлежности «Вопрошание» является произведением канонического права. О популярности памятника говорит включение его в древнерусские Кормчие книги.
Памятник разделяется на тематические разделы: вопросы богослужебной практики, отношение к причастию, пищевые запреты, обращение в православие «латинян», иноверцев и язычников, вопросы телесной и духовной чистоты в отношении к посту и брачным отношениям, взаимоотношения полов в среде мирян и духовенства. Большое внимание уделено вопросам материнства, детства, суеверий, народной религии. Многие вопросы Кирика остались без ответа: «Ти он помолче».
По мнению Т. В. Гимона, большая часть вопросов Кирика обусловлена на реалиями церковной жизни. Так, в ст. 4 речь Кирик спрашивает о допустимости ростовщичества, называет размеры процентов. Нифонт в ответ лишь призывает мирян снижать проценты. В ст. 33 говорится о поклонении роду и рожаницам. С. 40 рекомендует разные сроки поста оглашенных, предшествующего крещению: славяне должны поститься 8 дней, «болгарину, половчину, чюдину» следует соблюдать пост в 40 дней. В ст. 55 затрагивается вопрос о допустимости хоронить умершего с иконой. Эта практика подтверждается археологическим находками. В ст. 65 Кирик спрашивает, нет ли греха в том, чтобы «по грамотам ходити ногами». Речь идёт, вероятно, о берестяных грамотах. В ст. 69 поднимается вопрос о мужчинах, которые открыто или тайно берут наложниц из числа своих рабынь.
Вопросно-ответная форма произведения восходит к переводным византийским по происхождению памятникам, имеющимся в составе Кормчих книг. Чаще всего автором упоминаются правила патриарха Константинопольского Иоанна IV Постника, Василия Великого, патриарха Александрийского Тимофея. Помимо прочего, автор просит дать толкование каноническим правилам, ссылаясь в основном на тексты, известные в составе Ефремовской Кормчей — Древнеславянской Кормчей в 14 титулах без толкований. Источниками произведения были также апокрифические и западные по происхождению источники.
«Вопрошание» представляет собой чрезвычайно редкий источник о повседневной жизни древнерусского города, о ранней истории христианства и остатках язычества на Руси. В произведении продолжается практика «вопрошаний» киевских монахов второй половины XI века — Феодосия Печерского, игумена Спасо-Берестовского монастыря Германа, Иакова Черноризца, обращенных к митрополитам — Георгию, Иоанну II. При этом «Вопрошание Кириково» отличается бо́льшим тематическим охватом.

## Предполагаемая деятельность
Считается, что с именем Кирика связаны отдельные статьи в Новгородской первой летописи, под 1136—1137 или 1132—1156 годами («свод Нифонта», начало реконструируемой так называемой Новгородской владычной летописи). Известие под 1136 годом о вокняжении Святослава Ольговича датировано с уникальной для летописного текста витиеватостью. «Учение о числах» было написано в тот же год и содержит благопожелание Святославу Ольговичу, на основании чего А. А. Шахматов выдвинул предположение, что автором этой летописной статьи являлся Кирик. По мнению Д. С. Лихачёва, Кирик был составителем «Софийского временника», летописного свода 1136 года. По текстологическим наблюдениям А. А. Гиппиуса, свидетельства переработки летописи в 1136 году отсутствуют, однако, согласно лингвистическим наблюдениям, один и тот же автор вёл летопись с 1132 по 1156 год — в епископство Нифонта (1130—1156). Этот период коррелируют со временем создания двух сочинений Кирика (1136 и 40-50-е годы XII века). Некоторые учёные отвергли гипотезу о летописной деятельности Кирика, поскольку в «Учении» не упоминается счёт календами, присутствующий в летописной статье 1136 года (Я. Н. Щапов), в том же сочинении вычисляется пасхальное полнолуние по 19-летним циклам, в то время как в летописи отражены наблюдения за реальными фазами луны, но неточна месяцесловная датировка (Г. Зименс).
В XIX — начале XX века также предполагалось, что Кирик был переводчиком византийского историографического сочинения константинопольского патриарха Никифора, известного на Руси как «Летописец вскоре» и «Пятикнижия» Моисея. Современные исследователи отвергают эту гипотезу.

## Издания сочинений
- Калайдович К. [Ф.] Памятники российской словесности XII в. — М., 1821. — С. 165—203.
- Е[вгений (Болховитинов), митрополит]. Сведения о Кирике, предлагавшем вопросы Нифонту, епископу Новгородскому // В кн.: Труды и летописи Общества истории и древностей Российских. — М., 1828. — Ч. 4, кн. 1. — С. 122—129.
- «Се иесть въпрошание Кюриково, неже въпраша иепископа ноугородьского Нифонта и инех» / Подг. А. С. Павлов // В кн.: Памятники древнерусского канонического права. — СПб., 1880. — Ч. 1 (РИБ, т. 6). — Стб. 21—62.
- Памятники древнерусского канонического права. — Стб. 21—62 [«Вопрошание» по древнейшему списку ГИМ. Син. 132, кон. XIII в.].
- Степанов Н. В. Заметка о хронологической статье Кирика (XII век). — Известия Отделения русского языка и словесности Академии наук. — 1910. — Т. 15, кн. 3. — С. 129—150.
- Смирнов С. И. Материалы для истории древнерусской покаянной дисциплины : Тексты и заметки. — М., 1912. — С. 1—27 [Особая ред. «Вопрошания» по спискам XVI—XVII вв.].
- Зубов В. П. Примечание к «Наставлению, как человеку познать счисление лет» Кирика Новгородца // Историко-математические исследования. — М., 1953. — Вып. 6. — С. 173—212 (Фотографическое воспроизведение текста «Учения»).
- Бенешевич В. Н. Древнеславянская Кормчая XIV титулов без толкований. — София, 1987. — Т. 2. — С. 90—94 [Сокращенная ред. «Вопрошания» в виде правил].
- Полное собрание русских летописей. Т. 3. Издание 3-e : Новгородская первая летопись старшего и младшего изводов. — М., Языки русской культуры, 2000. — Т. 3 — С. 22—30 (фрагмент Новгородской владычной летописи, предположительно написанный Кириком).
- Учение, имже ведати человеку числа всех лет // Симонов Р. А. Математическая и календарно-астрономическая мысль Древней Руси: По данным средневековой книжной культуры. — М., 2007.
- Мильков В. В., Симонов Р. А. Кирик Новгородец : Ученый и мыслитель. — М., 2011. — С. 299—534 [«Учение» по всем спискам, «Вопрошание» Основной, Особой, Краткой редакций и комбинированного состава, по спискам XV—XVI вв.].
- Вершинин К. В. Неизвестный фрагмент «Учения о числах» Кирика Новгородца // Древняя Русь. Вопросы медиевистики. 2022. — № 1. — С. 36-42.